# Референдум об объединении Камчатской области и Корякского автономного округа
Референдум об объединении Камчатской области и Корякского автономного округа — референдум, проведённый 23 октября 2005 года в двух субъектах Российской федерации по вопросу объединения их в единый субъект — Камчатский край. За объединение высказалось большинство проголосовавших.

## Регулирование объединений субъектов
Объединение двух и более регионов России регулируется законом «О порядке принятия в Российскую Федерацию и образования в её составе нового субъекта Российской Федерации». Согласно закону, инициатива объединения принадлежит субъектам России, на территории которых будет располагаться новый регион. Совместное предложение высших должностных лиц и законодательных или представительных органов государственной власти об образовании нового субъекта направляется президенту России. Предложение должно быть обосновано и содержать статус, наименование и границы нового региона, а также прогноз последствий, связанных с объединением. В случае поддержки президентом инициативы вопрос об образовании нового субъекта выносится на референдум в субъектах, желающих объединиться.
Если в одном или нескольких, но не более чем в половине заинтересованных в объединении регионов референдумы будут признаны несостоявшимися или недействительными, в этих субъектах может быть проведено повторное голосование при условии, что на референдуме в другом субъекте вопрос об объединении получил одобрение избирателей. Повторное голосование должно проводиться не позднее чем через 45 дней со дня вступления в силу решения избирательной комиссии субъекта о признании референдума несостоявшимся или о признании его результатов недействительными. Если вопрос об образовании нового субъекта федерации был отклонён на референдумах ни в одном из заинтересованных субъектов, инициатива объединения может быть вновь выдвинута снова, но не ранее чем через год.
Если закон об объединении получает поддержку избирателей, он вносится в Госдуму президентом как конституционный закон об образовании нового субъекта страны.
Согласно Конституции России конституционный закон считается принятым, если его поддержали не менее чем 75 % членов Совета Федерации и двух третей от числа депутатов Государственной Думы. Принятый федеральный конституционный закон в течение 14 дней подлежит подписанию президентом России и обнародованию.

## Ход событий
Корякский автономный округ был выделен из состава Камчатки в 1930 году, до 1993 назывался Корякский округ. Вопрос об объединении двух субъектов был поднят в начале марта 2005 года. Губернатор Камчатской области Михаил Машковцев и секретарь политсовета партии «Единая Россия» Дмитрий Повзнер приняли решение о создании инициативной группы по проведению референдума об объединении Камчатки и Корякии. Губернатор сообщил, что КАО находиться в трудном положении, поэтому процедура по объединению была ускорена. 17 марта 2005 года Машковцев подписал обращение к жителям полуострова, призвав их принять участия в проведении референдума и собрать необходимое количество подписей. Глав законодательной и исполнительной власти КАО камчатский губернатор призвал поддержать эту инициативу.
Предложение губернатора одобрили председатель совета народных депутатов Камчатской области Николай Токманцев и полномочный представитель президента в Дальневосточном федеральном округе Константин Пуликовский.
Спикер Корякской окружной думы Нина Солодякова заявила, что объединение следует проводить уже после того, как будет разработана поэтапная программа слияния. Она сообщила, что парламент КАО намерен выступить с инициативой создания наблюдательного совета, задачей которого будет разработка программы поэтапного слияния субъектов. Губернатор Корякского автономного округа Олег Кожемяко не стал комментировать заявление коллеги.
27 апреля в Палане (административный центр КАО) состоялись переговоры депутатов парламентов Корякии и Камчатки по вопросу объединения двух субъектов. Камчатские депутаты привезли корякским коллегам текст обращения к президенту Российской Федерации Владимиру Путину с предложением объединить два региона. Однако коллеги из КАО назвали документ «сырым».
29 апреля 2005 года дума Корякского автономного округа с третьей попытки поддержала идею объединения с Камчаткой. В принятом документе говорилось, что дума поддерживает идею образования нового региона.

## Избирательная система
Избирателям предлагалось ответить на вопрос: Согласны ли Вы, чтобы Камчатская область и Корякский автономный округ объединились в новый субъект Российской Федерации — Камчатский край, в составе которого Корякский автономный округ будет являться административно-территориальной единицей с особым статусом, определяемым уставом края, в соответствии с законодательством РФ?
Требованием для признания голосования действительным была явка выше 50 % в обоих субъектах, для объединения — простое большинство голосов «ЗА» объединение.

## Результаты

### Камчатская область
| Место                             | Выбор                             | Голосов | %     |
| --------------------------------- | --------------------------------- | ------- | ----- |
| Распределение голосов             |                                   |         |       |
| 1.                                | «Да»                              | 118 053 | 84,99 |
| 2.                                | «Нет»                             | 19 755  | 14,22 |
| Число недействительных бюллетеней | Число недействительных бюллетеней | 1 090   | 0,79  |
| Явка                              | Явка                              |         | 56,44 |
| Источник: ЦИК                     |                                   |         |       |

### Корякский автономный округ
| Место                             | Выбор                             | Голосов | %     |
| --------------------------------- | --------------------------------- | ------- | ----- |
| Распределение голосов             |                                   |         |       |
| 1.                                | «Да»                              | 12 411  | 89,04 |
| 2.                                | «Нет»                             | 1 401   | 10,05 |
| Число недействительных бюллетеней | Число недействительных бюллетеней | 126     | 0,91  |
| Явка                              | Явка                              |         | 76,63 |
| Источник: ЦИК                     |                                   |         |       |

## Последствия
В 2006 году Владимир Путин подписал закон «Об образовании в составе Российской Федерации нового субъекта в результате объединения Камчатской области и Корякского автономного округа», который ранее был одобрен Государственной Думой и Советом Федерации в июне—июле 2006 года. Новый субъект федерации — Камчатский край был создан 1 июля 2007 года. На территории КАО была создана административно-территориальная единица с особым статусом — Корякский округ.